# Heterophyllium humbertii
Heterophyllium humbertii là một loài rêu trong họ Sematophyllaceae. Loài này được P. de la Varde mô tả khoa học đầu tiên năm 1940.